# Smania
Innamorati è il quarto album pubblicato dal cantautore italiano Gigi Finizio nel 1982 dalla Visco Disc.
La maggior parte dei brani sono cantati in napoletano. Fra questi, una canzone dal titolo doppisensistico M'e rutt'o quartz.

## Tracce
1. Scusa
2. Smania
3. Te sto aspettando
4. Nuttata 'e bene
5. M'e rutt'o quartz
6. Innamorati
7. Ma che vuò cchiù
8. Sultanto tu
9. Passione e veleno
10. Fantasia